# A bűvös kard – Camelot nyomában
A bűvös kard – Camelot nyomában, Viasat 3-as szinkronban: A varázskard – Camelot legendája (eredeti cím: The Magic Sword – Quest for Camelot) 1998-ban bemutatott amerikai rajzfilm, amely Vera Chapman művéből készült, a Kerekasztal-mondakörben játszódik. Az animációs játékfilm rendezője Frederik Du Chau, producere Dalisa Cohen. A forgatókönyvet Kirk De Micco, William Schifrin, Jacqueline Feather és David Seidler írta, a zenéjét Patrick Doyle szerezte. Műfaja zenés fantasyfilm. A mozifilm a Warner Bros. Feature Animation és a Warner Bros. Family Entertainment gyártásában készült, és ugyancsak a Warner Bros. forgalmazásában jelent meg.
Amerikában 1998. május 15-én, Magyarországon 1998. július 30-án mutatták be a mozikban, új magyar szinkronnal 2002. április 1-jén a Viasat 3-on vetítették le a televízióban.

## Cselekmény
A cserfes kislány, Kayley születése óta ismeri az Excalibur legendáját. Édesapja egyike a Kerekasztal Lovagjainak, ezért ismét Camelotba utazik Artúr királyhoz. A lovagok közül mindenki hűséges az uralkodóhoz, de a hatalomvágyó Ruber Artúr életére tör, hogy megszerezze magának a koronát és a bűvös kardot is. Kayley apja, Sir Lionel megpróbálja megakadályozni Rubert, ám ez az életébe kerül. A hős lovag holttestét hazaviszik otthonába, Kayley pedig szembesül a ténnyel: soha többé nem látja az édesapját. Lionel temetésén Artúr király ígértet tesz a férfi feleségének, Lady Juliananak, hogy Camelot kapuja mindig nyitva áll előtte.
Évekkel később, Kayley nem feledkezett meg az apjától hallott történetekről, és hozzá hasonlóan lovag szeretne lenni. Édesanyja nem támogatja terveiben, mert félti őt. A lánynak azonban elege van az otthoni életéből, mert abban semmi kaland nem leledzik. Egy nap azonban Ruber hatalmas griffmadara betör Artúr király várába és ellopja az Excaliburt, ám el is veszti azt. Ruber, maroknyi seregével megtámadja Lady Julianát és kényszeríti, hogy vigye őket Camelotba. Terve szerint a fegyverekké változtatott katonáival elbújnak a nő szekerén, így Artúr beereszti őket, mit sem sejtve a veszélyről. Kayleynek sikerül megszöknie, hogy ő érjen előbb Camelotba. Találkozik a bátor, de vak harcossal, Garrettel, akivel együtt folytatják az utat Artúrhoz. Melléjük szegődik egy kétfejű sárkány, Devon és Cornwall, akik arra vágynak, hogy külön testben élhessenek.
Időközben Ruber tudomást szerzett Kayley szökéséről, utol is éri a kis csapatot, majd megsebesíti Garrettet. Kayley és Garrett megvallják egymásnak szerelmüket. Megtalálják az elveszett Excaliburt, de mielőtt Camelotba érnének Ruber ismét elkapja őket. Megszerzi tőlük a kardot és a karjába forrasztja azt.
Garrett, Devon és Cornwall elindulnak, hogy megmentsék Kayleyt, akit Ruber foglyul ejtett.
Lady Juliana vezeti a katonákat rejtő szekeret, így Artúr beengedi őket a kapun. A harcosok kitörnek és megtámadják a várat. Ruber a tornyba megy, hogy végezzen a királlyal, Kayley pedig utána ered, hogy megállítsa. Megérkezik Garrett is. Közösen harcolnak Ruber ellen, míg végül a hatalomvágytól megrészegedett férfi karja és vele együtt az Excalibur is belefúródik a kőbe. A varázslattól Ruber semmivé foszlik, Artúr pedig ismét kihúzza a kőből a kardot.
Camelotban nagy ünnepséget tartanak az ország megmentőinek tiszteletére, a fiatal szerelmeseket, Kayleyt és Garrettet is a Kerekasztal Lovagjaivá ütik.

## Szereplők
| Szereplő                                | Eredeti hang                       | Magyar hang                              | Magyar hang                         |
| Szereplő                                | Eredeti hang                       | 1. magyar szinkron (InterCom, 1998)      | 2. magyar szinkron (Viasat 3, 2002) |
| --------------------------------------- | ---------------------------------- | ---------------------------------------- | ----------------------------------- |
| Kayley                                  | Jessalyn Gilsig Andrea Corr (ének) | Kocsis Judit Auth Csilla (ének)          | Németh Borbála                      |
| Garrett                                 | Cary Elwes Bryan White (ének)      | Czvetkó Sándor Szomor György (ének)      | Seszták Szabolcs                    |
| Sir Ruber                               | Gary Oldman                        | Vass Gábor                               | Sebestyén András                    |
| Devon (kétfejű sárkány első feje)       | Eric Idle                          | Versényi László Bereczki Zoltán (ének)   | Lippai László                       |
| Cornwall (kétfejű sárkány második feje) | Don Rickles                        | Hollósi Frigyes Zareczky Miklós (ének)   | Galbenisz Tomasz                    |
| Lady Juliana                            | Jane Seymour Céline Dion (ének)    | Csere Ágnes Fehér Adrienn (ének)         | Varga Klára                         |
| Arthur király                           | Pierce Brosnan Steve Perry (ének)  | Lippai László Barabás Kiss Zoltán (ének) | Tóth Roland                         |
| Griffmadár                              | Bronson Pinchot                    | Cseke Péter                              | F. Nagy Zoltán                      |
| Bladebeak                               | Jaleel White                       | Vincze Gábor Péter                       | Kapácsy Miklós                      |
| Sir Lionel                              | Gabriel Byrne                      | Haás Vander Péter                        | Bognár Tamás                        |
| Merlin                                  | John Gielgud                       | Helyey László                            | Végh Ferenc                         |
| Ayden                                   | Frank Welker                       | saját hangján                            | saját hangján                       |
| Kayley fiatalon                         | Sarah Freeman                      | Szabó Luca                               | Csifó Dorina                        |

- További magyar hangok (1. magyar változatban): Dengyel Iván, Szűcs Sándor, Varga Tamás, Vizy György
- További magyar hangok (2. magyar szinkronban): Hegedűs Miklós, Megyeri János, Varga Tamás, Vizy György

## Betétdalok
| Magyar           | Magyar                                | Angol                     | Angol                                    |
| Dal              | Előadó                                | Dal                       | Előadó                                   |
| ---------------- | ------------------------------------- | ------------------------- | ---------------------------------------- |
| A lovagok dala   | Barabás Kiss Zoltán Bergendy-együttes | United We Stand           | Steve Perry Courtesy of Columbia Records |
| Apám szárnyain   | Auth Csilla                           | On My Father's Wings      | Andrea Corr                              |
| Ruber dala       | Vass Gábor                            | Ruber                     | Gary Oldman                              |
| Isteni erőd      | Fehér Adrienn                         | The Prayer                | Céline Dion                              |
| Isteni erőd      | eredeti nyelven                       | The Prayer                | Andrea Bocelli                           |
| Mint ősi tölgy   | Szomor György                         | I Stand All Alone         | Bryan White                              |
| Mint ősi tölgy   | eredeti nyelven                       | I Stand All Alone         | Steve Perry Courtesy of Columbia Records |
| A sárkányok dala | Bereczki Zoltán Zareczky Miklós       | If I Didn't Have You      | Eric Idle Don Rickles                    |
| A szemedbe nézek | Auth Csilla Szomor György             | Looking Through Your Eyes | Andrea Corr Bryan White                  |
| A szemedbe nézek | eredeti nyelven                       | Looking Through Your Eyes | LeAnn Rimes Courtesy of Curb Records     |

## Televíziós megjelenések
- HBO, Viasat 3 (2. magyar szinkron)
- Viasat 3 (1. magyar szinkron)